# Atletismo nos Jogos Mundiais Militares de 2011 - 110 m com barreiras masculino
A disputa dos 110 metros com barreiras masculino nos Jogos Mundiais Militares de 2011 foi realizada nos dias 20 e 21 de julho no Estádio Olímpico João Havelange.

## Medalhistas
| Ouro   | POL Dominik Bochenek   |
| Prata  | CHN Ji Wei             |
| Bronze | POL Mariusz Kubaszewki |

## Semifinais

### Semifinal 1
| Pos. | Atleta                         | Tempo | Notas |
| ---- | ------------------------------ | ----- | ----- |
| 1    | POL Mariusz Kubaszewki         | 13.89 | Q     |
| 2    | KSA Ahmed Almuwallad           | 13.91 | Q     |
| 3    | BEL Damien Broothaerts         | 13.97 | Q     |
| 4    | KUW Fawaz Alshamari            | 13.98 | q     |
| 5    | CHN Zhu Hengjun                | 14.17 | q     |
| 6    | COL Carlos Eduardo Lamby Pérez | 15.57 |       |

### Semifinal 2
| Pos. | Atleta                     | Tempo | Notas |
| ---- | -------------------------- | ----- | ----- |
| 1    | POL Dominik Bochenek       | 13.71 | Q     |
| 2    | CHN Ji Wei                 | 13.72 | Q     |
| 3    | KSA Ali Alzak              | 13.78 | Q     |
| 4    | PAK Sajjad Sajjad          | 14.57 |       |
| 5    | UAE Jassim Albalooshi      | 14.95 |       |
| 6    | COL Jorge H. Cáceres Lerma | 15.52 |       |
| 7    | USA Sylve Dominick         | 16.04 |       |

## Final
| Pos.              | Atleta                 | Tempo | Notas |
| ----------------- | ---------------------- | ----- | ----- |
| Medalha de ouro   | POL Dominik Bochenek   | 13.74 |       |
| Medalha de prata  | CHN Ji Wei             | 13.81 |       |
| Medalha de bronze | POL Mariusz Kubaszewki | 13.87 |       |
| 4                 | BEL Damien Broothaerts | 13.93 |       |
| 5                 | KSA Ali Alzak          | 13.98 |       |
| 6                 | KSA Ahmed Almuwallad   | 14.02 |       |
| 7                 | CHN Zhu Hengjun        | 14.30 |       |

Legenda
| Recorde mundial      | Recorde mundial (World record)               |                       | Recorde africano                      | Recorde africano (African) |                                           | Q | Classificado por posição (Qualified) |
| Recorde militar      | Recorde dos Jogos Mundiais Militares         | Recorde da América    | Recorde da América (Americas)         | q                          | Classificado por melhor tempo (Qualified) |   |                                      |
| Melhor marca do ano  | Melhor marca do ano (World leading)          | Recorde asiático      | Recorde asiático (Asian)              | DNS                        | Não largou (Did not start)                |   |                                      |
| Recorde nacional     | Recorde nacional (National record)           | Recorde europeu       | Recorde europeu (European)            | DNF                        | Não terminou (Did not finish)             |   |                                      |
| Recorde pessoal      | Recorde pessoal do atleta (Personal best)    | Recorde da Oceania    | Recorde da Oceania (Oceania)          | DSQ / DQ                   | Desclassificado (Disqualified)            |   |                                      |
| Recorde da temporada | Recorde da temporada do atleta (Season best) | Recorde sul-americano | Recorde sul-americano (South America) | NM                         | Sem marca (No mark)                       |   |                                      |